# Kate Hudson
Kate Garry Hudson (n. 19 aprilie 1979) este o actriță americană, devenită celebră în 2001 după câștigarea premiului Globul de Aur pentru cea mai bună actriță în rol secundar pentru rolul din filmul Almost Famous.
După această performanță, ea a jucat în filme ce îi vor crește faima, precum How to Lose a Guy in 10 Days (2003), Raising Helen (2004), The Skeleton Key (2005), You, Me and Dupree (2006), Fool's Gold (2008), Bride Wars (2009) și The Reluctant Fundamentalist (2012).

## Copilăria
Hudson s-a născut în Los Angeles, California, părinții ei fiind actrița laureată cu Oscar Goldie Hawn și Bill Hudson, un actor, comediant și muzician. Cu toate astea, aceștia au divorțat la 18 luni de la nașterea ei, iar ea și fratele ei mai mare, Oliver Hudson, au fost crescuți de actorul Kurt Russell, cu care Hawn va avea o relație din 1983. Astfel, cei doi îl consideră pe Russell a fi tatăl lor, chiar dacă Bill Hudson a încercat să-i contacteze de-a lungul anilor.
Actrița are rădăcini englezești și italienești din partea tatălui ei și rădăcini ungurești, evreiești, germane și olandeze din partea mamei ei. Ea a fost crescută în religia iudaică, din care făcea parte și bunica din partea mamei.
A absolvit de la liceul exclusivist Crossroads din Santa Monica în 1997.
Deși a fost admisă la Universitatea din New York, a abandonat studiile pentru a-și urma cariera de actriță.

## Carieră
Actrița a debutat în 1996 în sezonul al doilea al serialului american Party of Five (ro.: Pe cont propriu), ea apărând într-un singur episod, în rolul lui Cory.
A mai urmat apoi un rol în alt serial, EZ Streets, dar episodul în care Hudson apărea nu a fost transmis niciodată.
Debutul cinematografic are loc în 1998, când apare în rolul unei starlete de la Hollywood aflată în plină ascensiune care rămâne blocată într-un oraș aproape nepopulat în filmul Desert Blue.
Faima ei crește însă cu filmele 200 Cigarretes, unde o joacă pe Cindy, și Gossip (ro: Bârfa), unde o joacă pe Naomi Preston, o studentă a unui colegiu nord-estic american.
Însă rolul care i-a adus celebritatea a fost cel al lui Penny Lane din filmul Almost Famous (2000), pentru care a și primit premiul Glob de Aur pentru Cea mai bună actriță în rol secundar și a fost nominalizată la Premiul Oscar pentru cea mai bună actriță în rol secundar.

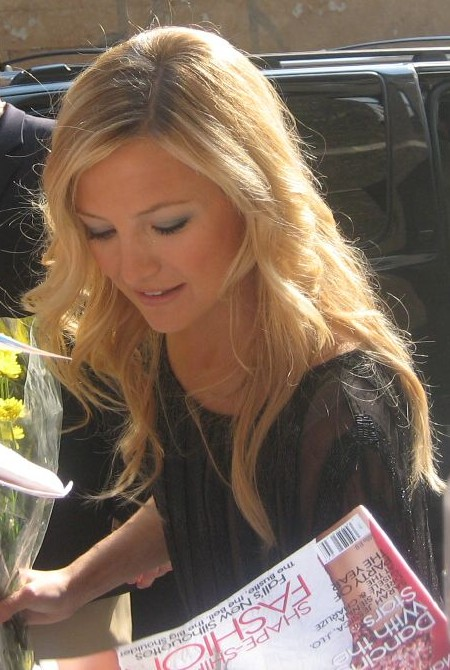
Hudson semnând autografe în iulie 2006

Tot în 2000, apare în comedia romantică Dr.T și femeile (en.: Dr.T & the Women), unde o joacă pe Dee Dee, fiica lui Dr.T și, în secret, o lesbiană. În același film apare și buna ei prietenă, actrița Liv Tyler.
În 2001, apare în comedia romantică About Adam, unde o interpretează pe Lucy Owen, iubita lui Adam.
În 2003, a jucat în comedia romantică Cum să scapi de un tip în 10 zile (en.: How to Lose a Guy in 10 Days), film ce s-a bucurat de succes în box office, strângând până la 100 de milioane de dolari după lansare. Apoi, ea a mai apărut în alte comedii romantice precum Alex and Emma, Le Divorce și Raising Helen, filme ce s-au bucurat de mai mult sau mai puțin succes.
În 2005, Kate Hudson a jucat în thriller-ul The Skeleton Key, care s-a bucurat și el de succes în box office, încasând 91,9 milioane $ în lumea întreagă (dintre care 47,9 milioane $ numai în America de Nord).
Anul următor a fost marcat de lansarea filmului You, Me and Dupree, în care a jucat alături de Matt Dillon și Owen Wilson. Filmul a strâns 21,5 milioane de dolari în weekendul de la lansare, pe 14 iulie 2006.
În 2007, ea a regizat filmul de scurt metraj Cutlass, în care au apărut actori precum Kurt Russell, Dakota Fanning, Virginia Madsen, Chevy Chase și Kristen Stewart.
2008 a văzut a doua colaborare dintre actriță și actorul Matthew McConaughey, cu care jucase și în Cum să scapi de un tip în 10 zile cu cinci ani în urmă. De data aceasta, ei au jucat în filmul Aurul nebunilor (Fool's Gold).
În același an apărea o altă comedie romantică, My Best Friend's Girl (ro.: Doi burlaci și-o...blondă).
Apoi, în 2009, ea a apărut în musicalul Nine alături de actori ca Daniel Day-Lewis, Nicole Kidman, Penelope Cruz, Marillon Cotillard și Judi Dench. Filmul a fost aclamat de critici, în special pentru abilitățile ei în materie de dans și cântat, arătate în piesa "Cinema Italiano", scrisă special pentru personajul ei, Stephenie.
Tot în 2009, apare în comedia romantică Războiul mireselor (en.: Bride Wars), în care o joacă pe Liv Lerner, o tânară care intră în conflict cu cea mai bună prietenă a ei, Emma Allen (interpretată de Anne Hathaway), după ce nunțile lor sunt programate în aceeași zi.
În 2010, ea a jucat în adaptarea cinematografică a nuvelei The Killer Inside Me, scrisă de Jim Thompson. Acesta a avut premiera la festivalul de film Sundance pe data de 24 ianuarie în același an.
În 2011 apare în două comedii: Something Borrowed (ro:Iubit de împrumut), un film în care o avocată din New York își vede cea mai bună prietenă îndrăgostindu-se de logodnicul ei, și A Little Bit of Heaven, unde joacă rolul unei femei diagnosticate cu cancer care-și întâlnește sufletul pereche, dar care este mai speriată de amenințarea faptului de a se îndrăgosti decât de moarte.
În 2012, Hudson apare în serialul Glee în rolul lui Cassandra July, care în film este profesoara de dans a lui Rachel Berry la NYADA (New York Academy of the Dramatic Arts).

## Viața personală
Kate s-a căsătorit pe 31 decembrie 2000 cu solistul trupei The Black Crowes, Chris Robinson. La aproape 4 ani de la ceremonie, pe 7 ianuarie 2004, ea devenea mamă, născând un fiu, Ryder Rusell Robinson.
Pe 14 august 2006, publicistul ei anunța despărțirea de Robinson, urmând ca acesta din urmă să declare pe 18 noiembrie 2006 că „diferențele ireconciliabile” au dus la separare. Divorțul s-a finalizat pe 22 octombrie 2007.
Tot în 2006, Hudson dădea în judecată versiunea britanică a tabloidului National Enquierer după ce aceștia au descris-o ca fiind „dureros de slabă”. Ziarul și-a cerut scuze apoi și a despăgubit-o, ea fiind printe puținii oameni care au câștigat un proces împotriva acestora.
A avut scurte relații cu Owen Wilson, coleg de platou la pelicula Doar Tu și Eu. Al treilea e în plus și ciclistul Lance Armstrong în 2008.
În mai 2009, ea a început o relație cu jucătorul de baseball de la New York Yankees, Alex Rodriguez. Cei doi s-au despărțit după 7 luni de relație.
Din mai 2010, Kate este într-o relație cu Matthew Bellamy, solistul trupei britanice Muse. În februarie 2011, Hudson a cumpărat o casă în Londra, Anglia. Daily Mail a anunțat atunci că ea plănuiește să trăiască în Londra cu Bellamy 6 luni pe an. Pe 27 aprilie 2011 Hudson a anunțat că este logodită cu acesta în cadrul emisiunii The Today Show de pe postul american de televiziune NBC, iar pe 9 iulie s-a născut primul copil al cuplului, un fiu numit Bingham Hawn Bellamy.Pe 9 decembrie 2014 ,un reprezentant al acesteia a anunțat că s-a despărțit de Bellamy după patru ani de relație,dar că au rămas în relații amiabile.
În prezent, Kate, la fel ca și mama sa, practică budismul.

## Filmografie
| An   | Titlu                                                  | Rol                                         | Note |
| ---- | ------------------------------------------------------ | ------------------------------------------- | --- |
| 1998 | Desert Blue                                            | Skye Davidson                               | |
| 1998 | Ricochet River                                         | Lorna                                       | |
| 1999 | 200 Cigarettes                                         | Cindy                                       | |
| 2000 | Dr. T & the Women                                      | Dee Dee Travis                              | |
| 2000 | Almost Famous                                          | Penny Lane                                  | Blockbuster Entertainment Award for Favorite Female – Newcomer Broadcast Film Critics Association Award for Breakthrough Artist Dallas-Fort Worth Film Critics Association Award for Best Supporting Actress Florida Film Critics Circle Award for Newcomer of the Year Golden Globe Award for Best Supporting Actress - Motion Picture Kansas City Film Critics Circle Award for Best Supporting Actress Las Vegas Film Critics Society Award for Best Supporting Actress Online Film Critics Society Award for Best Cast Online Film Critics Society Award for Best Supporting Actress Phoenix Film Critics Society Award for Best Supporting Actress Satellite Award for Best Supporting Actress – Motion Picture Nominalizare—Academy Award for Best Supporting Actress Nominalizare—American Comedy Award for Funniest Supporting Actress in a Motion Picture Nominalizare—BAFTA Award for Best Actress in a Leading Role Nominalizare—Chicago Film Critics Association Award for Best Supporting Actress Nominalizare—Chicago Film Critics Association Award for Most Promising Actress Nominalizare—MTV Movie Award for Best Dressed Nominalizare—MTV Movie Award for Best Female Performance Nominalizare—Online Film Critics Society Award for Best Breakthrough Performance Nominalizare—Phoenix Film Critics Society Award for Best Newcomer Nominalizare—Screen Actors Guild Award for Outstanding Performance by a Female Actor in a Supporting Role Nominalizare—Screen Actors Guild Award for Outstanding Performance by a Cast in a Motion Picture Nominalizare—Teen Choice Award for Choice Movie Actress |
| 2000 | Gossip                                                 | Naomi Preston                               | |
| 2000 | About Adam                                             | Lucy Owens                                  | limited release |
| 2001 | The Cutting Room                                       | Chrissy Campbell                            | Uncredited |
| 2002 | The Four Feathers                                      | Ethne                                       | |
| 2003 | Le Divorce                                             | Isabel Walker                               | |
| 2003 | Alex & Emma                                            | Emma Dinsmore / Ylva / Elsa / Eldora / Anna | |
| 2003 | Cum să scapi de un tip în 10 zile                      | Andie Anderson                              | Nominalizare—MTV Movie Award for Best Female Performance Nominalizare—Teen Choice Awards for Choice Movie Actress – Comedy Nominalizare—Teen Choice Awards for Choice Movie Hissy Fit Nominalizare—Teen Choice Awards for Choice Movie Liar Nominalizare—Teen Choice Awards for Choice Movie Liplock shared with Matthew McConaughey |
| 2004 | Raising Helen                                          | Helen Harris                                | Nominalizare—Teen Choice Awards for Choice Movie Actress – Comedy |
| 2005 | The Skeleton Key                                       | Caroline Ellis                              | |
| 2006 | Doar Tu și Eu. Al treilea e în plus You, Me and Dupree | Molly Peterson                              | Nominalizare—Teen Choice Awards for Choice Movie Actress – Comedy |
| 2008 | Fool's Gold                                            | Tess Finnegan                               | Nominalizare—Golden Raspberry Award for Worst Actress |
| 2008 | My Best Friend's Girl                                  | Alexis                                      | Nominalizare—Golden Raspberry Award for Worst Actress |
| 2009 | Bride Wars                                             | Olivia "Liv" Lerner                         | Nominalizare—MTV Movie Award for Best Fight Nominalizare—Teen Choice Awards for Choice Movie Actress: Comedy Nominalizare—Teen Choice Awards for Choice Movie Hissy Fit Nominalizare—Teen Choice Awards for Choice Movie Rumble shared with Anne Hathaway Also producer |
| 2009 | Nine                                                   | Stephanie Necrophuros                       | Satellite Award for Best Cast – Motion Picture Nominalizare—Broadcast Film Critics Association Award for Best Cast Nominalizare—Screen Actors Guild Award for Outstanding Performance by a Cast in a Motion Picture Nominalizare—Washington D.C. Area Film Critics Association Award for Best Ensemble |
| 2010 | The Killer Inside Me                                   | Amy Stanton                                 | |
| 2011 | A Little Bit of Heaven                                 | Marley Corbett                              | |
| 2011 | Something Borrowed                                     | Darcy                                       | |
| 2013 | The Reluctant Fundamentalist                           | Erica                                       | |
| 2013 | Clear History                                          | Rhonda Haney                                | |
| 2014 | Wish I Was Here                                        | Sarah Bloom                                 | |
| 2014 | Good People                                            | Anna Reed                                   | |

| An      | Titlu               | Rol               | Note |
| ------- | ------------------- | ----------------- | --- |
| 1996    | Party of Five       | Cory              | "Spring Breaks: Part 1" (sezonul 2, episodul 21) |
| 1997    | EZ Streets          | Larraine Cahill   | "Neither Have I Wings to Fly" (sezonul 1, episodul 9) |
| 2000    | Saturday Night Live | Gazda (Ea însăși) | "Kate Hudson/Radiohead" (sezonul 26, episodul 2) |
| 2012–13 | Glee                | Cassandra July    | "The New Rachel" (sezonul 4, episodul 1) "Britney 2.0" (sezonul 4, episodul 2) "Glease" (sezonul 4, episodul 6) "Swan Song" (sezonul 4, episodul 9) "Wonder-ful" (sezonul 4, episodul 21) |